# Richard François Philippe Brunck

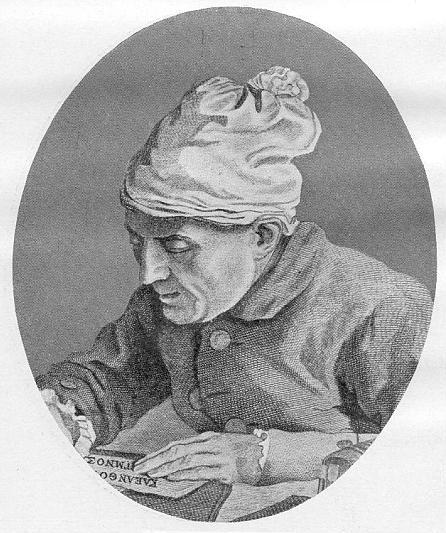
Philippe Brunck. Stich von P. J. B. Bradel.

Richard François Philippe Brunck, deutsch Richard Franz Philipp Brunck, latinisiert Brunckius (* 30. Dezember 1729 in Straßburg; † 12. Juni 1803 ebenda) war ein Straßburger Altphilologe.

## Leben und Schaffen
Brunck studierte in Paris bei den Jesuiten am Collège de Louis le Grand und schlug dann eine Verwaltungslaufbahn ein. Während des Siebenjährigen Krieges diente er im Kriegskommissariat des französischen Heeres und kam im Winter 1757 bei einem Aufenthalt in Gießen mit der Klassischen Philologie erneut in Berührung, als er dort bei einem Professor des Faches logierte. Nach seiner Rückkehr nach Straßburg 1760 widmete er sich, neben seinem Beruf, als Liebhaber intensiv den philologischen Studien und baute eine kostbare Privatbibliothek auf. Auch ohne akademisches Amt gewann er bald Ansehen in der gelehrten Welt und trat mit einer Reihe von Texteditionen hervor. 
Nachdem die Wirren der Französischen Revolution, an der Brunck sich zunächst aktiv beteiligte, schließlich zu seiner Inhaftierung geführt hatten, gab er nach Freilassung die klassischen Studien auf. 1791 verkaufte er, vermutlich aus Geldnot, sogar einen Teil seiner Bibliothek, der Rest wurde 1801 versteigert. Von der Philologie wollte er fortan nichts mehr wissen.
Als Philologe wirkte Brunck durch seine textkritische Arbeit vor allem an den griechischen Autoren, deren Editionen (teils mit lateinischen Übersetzungen) von seiner Hand zahlreiche Auflagen erlebten. Im Nachhinein werden seine teils schwerwiegenden Eingriffe in die Texte als zu radikal und teils willkürlich beurteilt. Gleichwohl billigt man ihm zu, mit feinem literarischen Gespür das Verständnis der griechischen Dichter sehr befördert zu haben.

## Werke
- Analecta veterum poetarum  Graecorum. Bauer, Strassburg 1772–1776.
- Anacreontis Carmina. Strassburg 1778.
- Apollonii Rhodii Argonautica. Bauer und Treuttel, Strassburg 1780.
- Aristophanis comoediae. Treuttel, Strassburg 1781–1783.
- Ethike poiesis, sive, Gnomici poetae Graeci. Strassburg 1784.
- Virgilius, Publius Maro. Bucolica, Georgica et Aeneis. Strassburg 1785
- Sophoclis tragoediae septem. Treuttel, Strassburg 1786.
- M. Acci Plauti Comoediae superstites viginti. Zweibrücken 1788.
- Publius Terentius Afer. Comoediae VI. Decker, Basel 1797